# Pomonte (Marciana)
Pomonte is een plaats (frazione) in de Italiaanse gemeente Marciana op het eiland Elba.